# 2012年香港立法會拉布攻防戰
2012年香港立法會拉布攻防戰，是香港立法會中較長一次的拉布攻防戰，開始於2012年5月。
第一次拉布戰由人民力量兩名立法會議員黃毓民及陳偉業發起，社民連議員梁國雄響應參與，於議案《2012年立法會(修訂)條例》草案中合作提交2,464頁修訂，共1,306條。 拉布戰後期，獨立議員鄭家富及工黨議員何秀蘭和李卓人加入，拉布約3星期均未有結果。最後經過30多小時討論後，由工商專業聯盟的黃宜弘議員在5月17日凌晨4時許提出終止辯論並開始表決。立法會主席曾鈺成隨即決定暫停會議，「腰斬拉布」，宣佈在早上九時復會，限時在中午停止辯論，隨即表決。
在立法會的拉布手段至今仍然持續，社民連和人民力量在財政預算案中拉布，阻擋議案通過，以此要求政府實施全民退休保障或「全民回水」，將財政司錯估的超額盈餘回贈市民。
拉布戰其後一直持續到梁振英執政時期，被認為是泛民主派對抗建制派和梁振英政府的政治手段。後來，隨著林鄭月娥政府時期建制派修訂《議事規則》賦予立法會主席更多控制討論的權力，拉布行為始受到限制。

## 起因
拉布戰的起因為在2010年由五位議員所發動的「五區總辭 變相公投」所引起，是次公投爭議熱烈，經民聯議員梁美芬更動議提出議員辭職後不能再參選，認為辭職再參選的議員是兒戲的行為，此法通過亦是對投票予他們的選民的一種懲罰，即「懲罰選民論」。
五區立法會補選和政改方案通過後，特區政府以浪費公帑、投票率低為由，聲稱要堵塞「漏洞」，開始制定規則限制議員隨意請辭再參選，限制公民參選權，觸及香港核心價值。2011年初人民力量議員黃毓民及陳偉業指預備提出過千項修正案,但此時仍未受社會關注。
2011年9月1日政府就《遞補機制》在科學館舉行公眾諮詢會，反對人士指諮詢會安排不公而衝擊會場，結果社民連議員梁國雄和抗議中的活躍份子黃洋達及其他幾名示威者被撿控，而襲擊示威者如對梁國雄叉頸的其他人士卻逍遙法外，衝擊事件令遞補方案受到更大關注，黃洋達亦因衝擊事件而受到檢控，被囚三星期。
立法會在建制派佔多數的情況下，制定的《立法會議席出缺安排議案》草案最終必定獲得通過，但獨立議員黃毓民認為雖然泛民主派未能取得過半議席，但只要充份利用議事規則進行抗爭，可迫使政府收回草案。2012年5月，人民力量議員黃毓民及陳偉業提出約1306項修訂，欲以拉布手段，盡量拖延表決時間，希望最終拖跨《立法會議席出缺安排議案》的條例草案二讀及三讀獲得通過，迫令政府收回。

## 經過

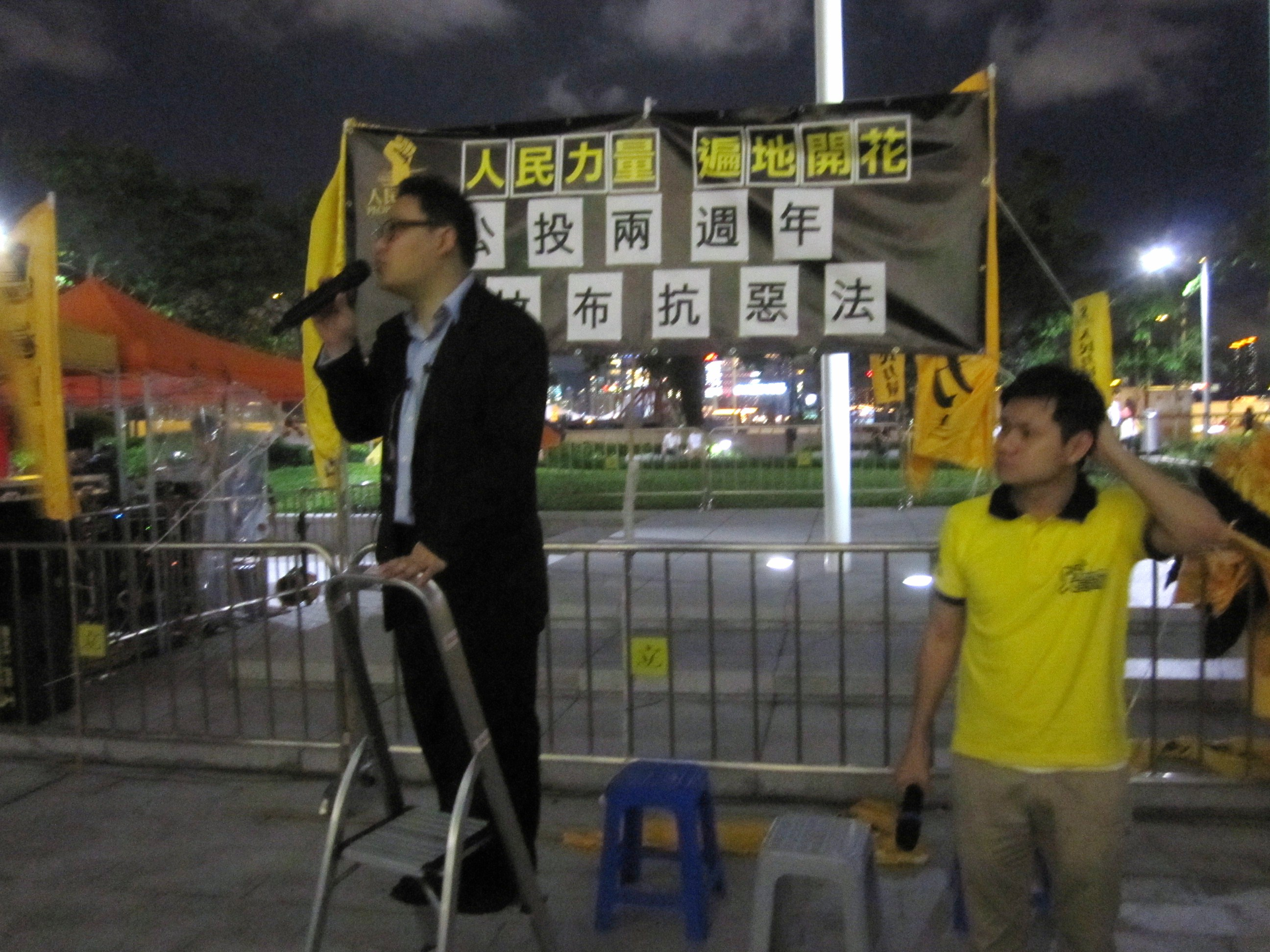
人民力量在立法會門前集會。圖為劉嘉鴻、林雨陽正在發言。2012年5月16日。這天亦是「五區公投」投票日兩周年。

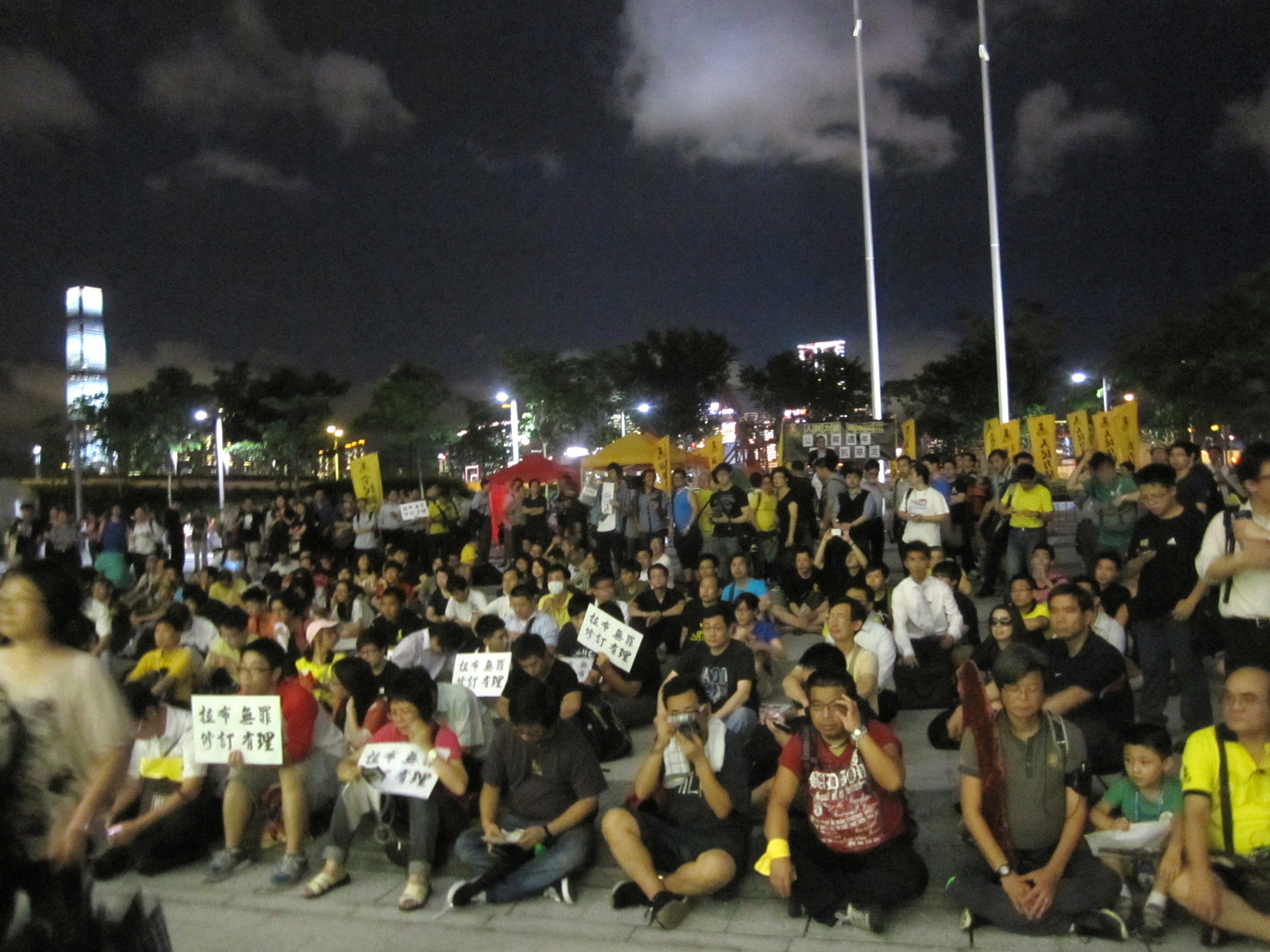
人民力量在立法會門前集會。2012年5月16日。

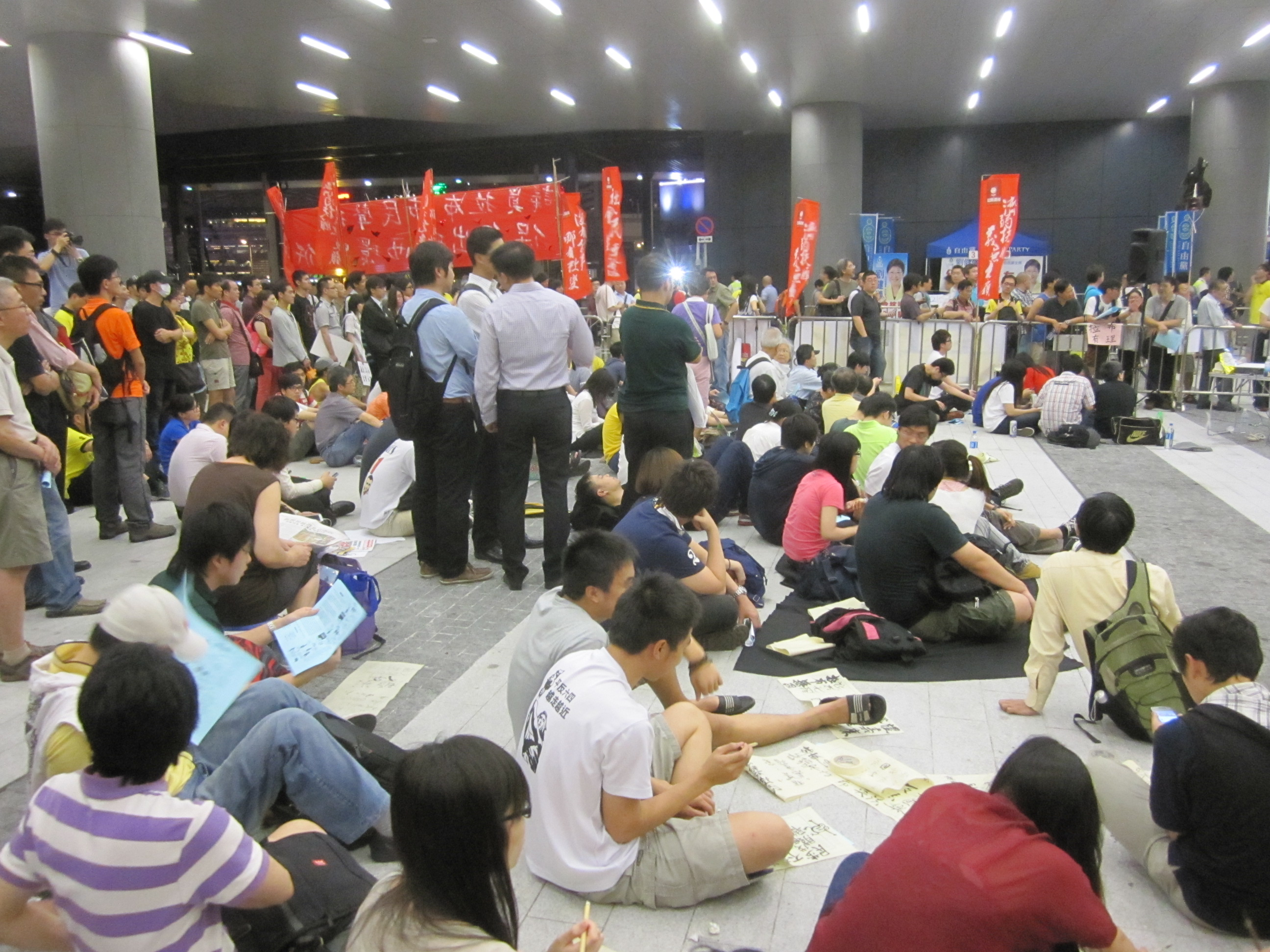
社民連在立法會門前集會。2012年5月16日。

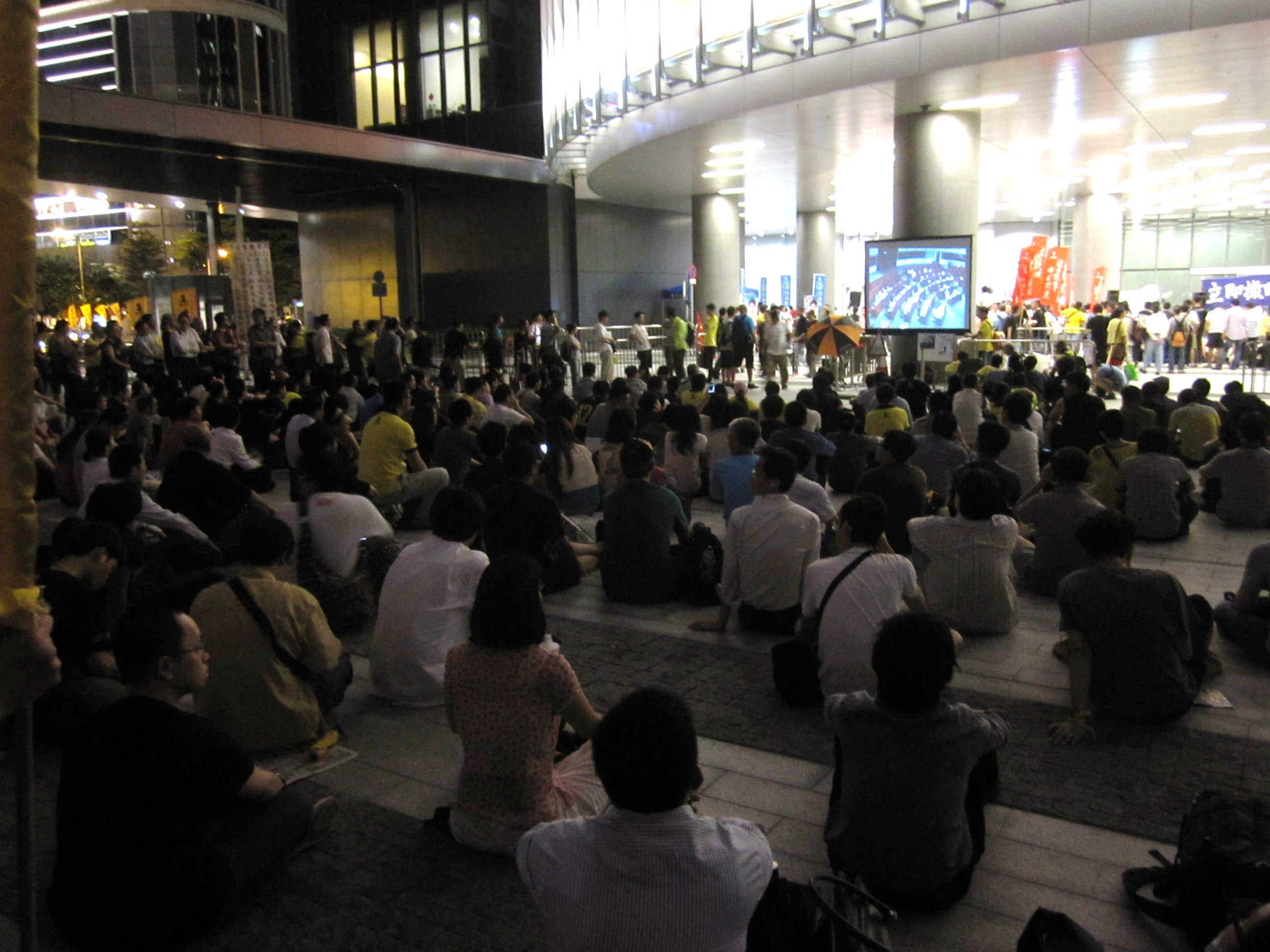
人民力量在立法會門前集會。2012年5月16日。

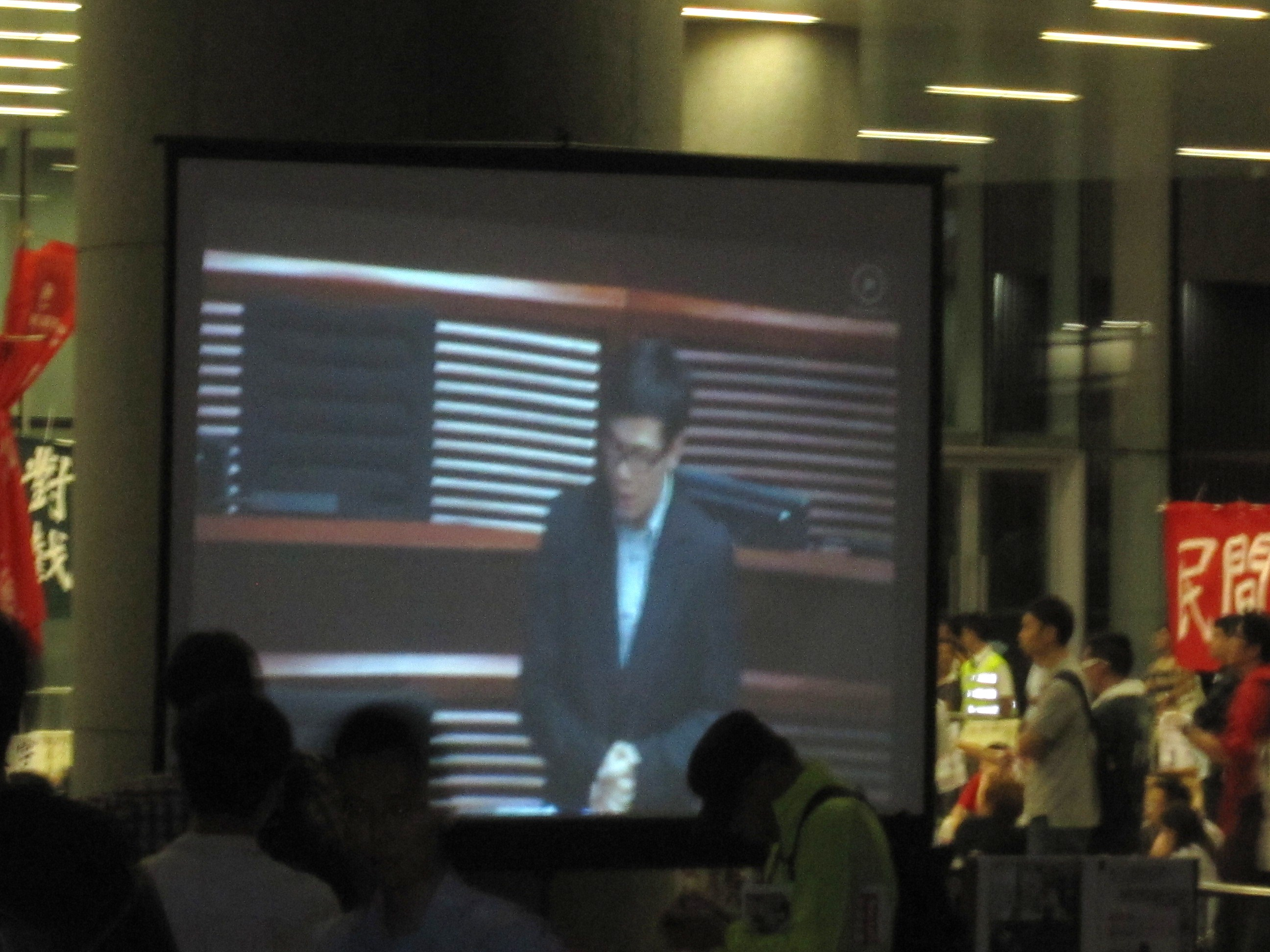
集會群眾在觀看立法會直播。圖為鄭家富議員在拉布發言，論說「露德聖水」的神蹟，全場拍手歡呼，情緒激動。

### 第一回合
2012年5月2日立法會會議，草案恢復二讀，拉布前哨戰展開。泛民主派宣佈會投下反對票，但不會參與拉布，多名泛民議員在發言反對替補惡法後，紛紛離開會議廳。議會出席人數不足，人民力量黃毓民(1次)、陳偉業(12次)、社民連梁國雄(6次)、公民黨陳淑莊(2次) 在發言期間多次要求點算法定人數，令會議暫停21次，延至晚上十時草案方才通過二讀。 5月3日早上九時復會，陳偉業隨即要求點算出席人數，在泛民主派二十人離場和建制派十多人缺席下，主席曾鈺成宣佈会议人数不足而流會，下週續會。1307項修訂辯論尚未展開，已經延後會議一週。其中，建制派工聯會王國興於該早為西鐵意外所困，遲到兩小時，深感不滿；網民嘲笑而衣著似日劇《電車男》，為名為「西鐵男」。

### 第二回合
5月9日公民黨余若薇提出休會待續，要求押後議案但遭否決。 5月10日復會，人民力量議員黃毓民宣布拉布戰正式展開， 1307項修訂辯論開始，每項修訂「拉布三子」人民力量黃毓民、陳偉業及社民連梁國雄輪流接力發言15分鐘，泛民議員繼續避席，建制派三十多人則要時刻留在會議廳，避免法定人數不足而流會。期間「拉布三子」黃毓民、陳偉業、梁國雄眼見會議室內不足法定人數30人，即要求點算人數，前後至少達13次。拉布期間，黃毓民不斷引用經典，更模仿中華人民共和國國務院總理溫家寶的腔調和緩慢语速，令建制派議員大為不滿。 其他議員有的玩手机，有的练书法，有的闭目养神；梁國雄则对这些议员的行为提出质疑。 5月11日，余若薇再次提出休會待續被否決；建制派議員向立法會主席曾鈺成施壓，詹培忠議員要求他辭職；自由黨議員劉健儀則絕食抗議拉布；工聯會王國興訴諸筆墨，以在議會上寫毛筆抗議，並要求曾鈺成通宵開會「日以繼夜、夜以繼日，再日以繼夜、夜以繼日」跟三位議員奉陪到底。 拉布三子多次被立法會主席曾鈺成警告重覆發言，險被逐出會議廳。 及至傍晚，包括三司在內的各問責官員、行會成員先後到立法會為建制派議員打氣，以示政府支持通過草案。是日傍晚再度因出席人數不足而宣佈流會。是八日以來第二次流會，拉布戰卻只進行了兩、三天。
拉布戰導致首個星期流會兩次，為了防止再度流會，即使慣常缺席的建制派功能組別議員如霍震霆、劉皇發、黃宜弘都出席會議，並等候離港議員張宇人、葉劉淑儀、梁君彥回港，計劃於16至20日不停開會，以消耗戰打垮拉布議員，令替補惡法順利通過。另一方面，黃毓民可能因眼疾惡化而缺席會議，為了應付馬拉松式的消耗戰，拉布三子接洽、要求獨立議員鄭家富、街工梁耀忠及工黨李卓人等增援。 鄭家富曾經清晰解說為何拉布是逼不得矣的合理手段，遂爽快應承加入拉布，直言不為選舉，「絕非抽水」。

### 第三回合
拉布戰令當時的候任特首梁振英十分不滿，多次公開批評拉布，斥責人民力量及社民連針對遞補機制的拉布戰「火燒連環船」，令立法會審議「五司十四局」新政府重組工作受阻，目的正是窒礙新政府改組、影響其房屋大計，嚴重破壞民生工作云云。相反，社運團體與泛民主派支持者卻十分振奮，民陣、學聯及社民連、人民力量等民間團體與政黨發動在立法會外集會，聲援拉布行動，又在現場直播會議，並邀請嘉賓到場分享。
5月16日建制派議員通過要求通宵開會，企圖以長時間拖垮拉布議員的體力，是日黃毓民因眼疾缺席，鄭家富議員代替黃加入拉布戰，令拉布議員維持三人。 鄭家富與梁國雄投訴劉江華在會議看不相關的書籍，違反議事規則，爭議期間差點被曾鈺成逐出議會。 鄭家富的發言講神蹟來拉布，自言是虔誠天主教徒，相信露德聖水(Lourdes water)神蹟，說若果議員因癌症辭職後得神蹟後康復，卻因這替補機制禁止重選，是不合理云云。 陳偉業亦回應以露德聖母(Our Lady of Lourdes)，繼續拉布。 期間建制派議員不斷在會內投訴拉布者重複發言，而主席亦不斷收緊標準。
場外有過千人集會，當中包括支持法案的市民，及建制派組織的反對拉布人士。雙方在下午展開混戰。社民連數名成員手持一個直播議會內容的擴音器，隔着鐵馬與百多名反拉布示威者「對峙」。反方手持數十個大聲公，向社民連高叫「走狗」、「淨係識掟蕉」、「打我吖」，又一度拋擲水樽、雨傘及舉中指。社民連則稱民建聯十多年前也使出拉布戰術，指「反拉布，即係反民建聯」。雙方罵戰持續數小時。 有反拉布示威者承認收錢示威，三百元一日。 晚上，反對拉布者「放工」離開，拉布支持者聚集得越來越多，在立法會外看現場直播，為拉布議員打氣。
會議由中午持續至深夜。工黨議員李卓人、何秀蘭等不滿建制派議員欺壓少數派，以不人道的長時間會議方式消耗拉布議員的體力，宣布加入拉布陣營，而黃毓民亦於凌晨重返議會，令拉鋸形勢大變。 5月17日凌晨4時許，工商專業聯盟黃宜弘議員提出終止辯論並開始表決。立法會主席曾鈺成隨即引用《議事規則》第92條“对于本议事规则内未有作出规定的事宜，立法会所须遵循的方式及程序由立法会主席决定；如立法会主席认为适合，可参照其他立法机关的惯例及程序处理”宣布「剪布」，終止議員所有討論，稍後宣佈在早上九時復會，同日中午即就會進行表決。1307項修訂只討論了少於一半，就此被腰斬。
立法會經歷一千三百多條拉布修訂後，合共用了100小時23分鐘，辯論及表決有關草案及修正案。2012年6月1日晚上終於在不記名投票下以過半數議員舉手贊成，三讀通過，往後所有立法會議員不得於辭職後半年內參選。

## 延續
拉布戰在5月中的被迫中止，令事情受到全民更大關注和議論，曾鈺成的裁決被黃毓民認為是貞婦晚節失守。
在輪流表決期間，候任行政長官梁振英就拉布戰表達對議案延後的焦急，並認為往後的五司十四局必須在7月1日前通過，否則香港將難以有效率運作，但民主派認為五司十四局是架床疊屋，只會令政府結構更為複雜，運作也只會更為緩慢，而且梁振英建議無須諮詢和討論，引起非議。
5月財委會主席劉慧卿主持五司十四局撥款會否幫助拉布進行，她指議員提問她並不會阻止。而黃毓民指會提出500項以上修訂，雖然他指這是必要修訂，並非拉布，但劉慧卿仍指這是拉布。
7月16日，雖然拉布戰一直進行至立法會會期完結，但所有民生法案都能夠通過，除了五司十四局政府改組方案沒有通過，須要在下一屆立法會再審議。黃毓民及陳偉業宣布拉布成功。

## 雙方觀點
是次拉布，不少修正案都是「序列式」修訂，內容相近，每條修正案建議都是大比數被否決。建制派批評拉布行為是浪費時間和公帑，阻礙議會進度，令很多民生議案未能獲得通過。而泛民主派議員則反指建制派於1999年的殺局辯論也有拉布，是雙重標準，為了替香港特區政府保駕護航而「不問是非」。
支持者認為拉布戰術不會隨意運用，只運用在富有爭議和影響深遠的議案，迫令政府將議案撤銷及收回。及後也嚴格而言，是次拉布戰並非無止境，只是非常漫長，拉布的目的只是希望方案延後或取消，使之能夠不了了之，而梁家傑，何秀蘭等議員曾就議案提
出延期審議，但主席曾鈺成堅決不退讓。
反對者認為拉布戰術無止境地騎劫立法會的會議，令立法會無法運作，拖延了其他議案通過，影響民生及浪費公帑。
建制派社團組織被指為了製造反拉布的民意，僱用跑龍套到立法會示威，這些「示威者」來自社會各階層，除不少染髮紋身青年，亦有家庭主婦、小童、學生、退休者以至貌似外傭的女子，更獲包兩餐及免費專車接送。記者詢問「示威者」來立法會是支持拉布還是反拉布，不少人都答了支持拉布，但答了反拉布的，也有人回答不知道為何反拉布，而當中亦有人其實支持拉布，但因金錢原因所以到來，甚至有人主動跟支持拉布的人民力量成員陳志全合照。
換屆後葉國謙提出只容許財委會每名議員只能提出一項修訂。其後財委會10月收到190萬修正案，若需要表決，拉布歷時之長成為世界紀錄，最終擱置。

## 看法
- 行政長官梁振英認為拉布長久會令整個香港癱瘓，政府不能正當運作，影響香港民生，並提出市民應該站出來發聲。[43]
- 前政務司司長陳方安生則批評不通過重組政府架構會令香港癱瘓是誇大和危言聳聽。[44]
- 立法會主席曾鈺成在某節目中表示不認同拉布即議會暴力之說，認為是誇張的說法[45]。

## 外部參考
1. ↑  人民力量「拉布」逼撤替補案，《蘋果日報》，2012年5月1日。
2. ↑  〈今打拉布戰　人民力量冀流會〉 （页面存档备份，存于），《蘋果日報》，2012年5月2日。
3. ↑  〈替補修例二讀 泛民拉布戰〉 （页面存档备份，存于），《東方日報》，2012年5月3日。
4. ↑  〈拉鋸三小時　替補惡法二讀通過〉 （页面存档备份，存于），《蘋果日報》，2012年05月03日。
5. ↑  〈替補惡法拉布戰打散建制派，保皇10人做逃兵立會流會〉 （页面存档备份，存于），《蘋果日報》，2012年05月04日。
6. ↑  〈泛民建制鬧劇 議案流會收場〉 （页面存档备份，存于），《東方日報》，2012年05月04日。
7. ↑  〈王國興也被困 淪流會「幫兇」〉 （页面存档备份，存于），《東方日報》，2012年05月04日。
8. ↑  〈建制派「輪更」開會仍多人失蹤　今續議替補惡法　料再流會〉 （页面存档备份，存于），《蘋果日報》，2012年5月10日。
9. ↑  YouTube上的〈黃毓民-2012年立法會(修訂)條例草案(p1)2012-5-10〉，「黃毓民2009年至2014年立法會會議 （页面存档备份，存于）」。
10. ↑  . 2012-05-11  [2013-05-15]. （原始内容存档于2016-09-22）.
11. ↑  YouTube上的毓民以溫家寶緩慢語調拉布，激死西鐵男王國興，無線電視、亞洲電視新聞 (節錄)，2011年5月10日。
12. ↑  . 2012-05-11  [2013-05-15]. （原始内容存档于2019-09-11）.
13. ↑  〈立會拉布戰　議會懶蟲聽令「蒲頭」〉 （页面存档备份，存于），《蘋果日報》，2012年5月11日。
14. ↑  〈建制派部署「通宵」鬥「拉布」〉 （页面存档备份，存于），《蘋果日報》，2012年5月12日。
15. ↑  〈黃陳多次遭曾鈺成警告〉 （页面存档备份，存于），《蘋果日報》，2012年5月12日。
16. ↑  〈拉布得逞，立會又流會〉 （页面存档备份，存于），《東方日報》，2012年5月12日。
17. ↑  〈建制派部署120小時不停開會：馬拉松 vs 拉布戰〉 （页面存档备份，存于），《蘋果日報》，2012年05月13日。
18. ↑  YouTube上的鄭家富解構為何要拉布；YouTube上的「立法會鄭家富清晰解構為何要拉布 (完整版)Youtube」－－鄭家富就余若薇提出的中止待續議案的發言，2012年5月11日立法會會議（2012年5月9日立法會會議的延續）。
19. ↑  〈鄭家富幫拖　李卓人擬加入戰團〉 （页面存档备份，存于），《蘋果日報》，2012年05月14日。
20. ↑  〈鄭家富加入聲援拉布戰　梁振英責非急市民所急〉 （页面存档备份，存于），《AM730》，2012年05月14日。
21. ↑  YouTube上的「鄭家富應承參加拉布行動，支持抗惡法遞補機制」，NOW新聞，2012年5月13日。
22. ↑  〈再反拉布，指立會不應搞政治，梁振英恐嚇：香港就癱瘓〉 （页面存档备份，存于），《蘋果日報》，2012年05月15日。
23. ↑  〈建制派今立會通宵撼拉布　人民力量號召千人聲援反惡法〉 （页面存档备份，存于），《蘋果日報》，2012年05月16日。
24. ↑  YouTube上的「立法會今通宵開會　鄭家富首次加入拉布」，香港電台新聞，2012年5月16日。
25. ↑  「鄭家富投訴劉江華看書(足本)」[]，有線新聞，2012年5月16日(18:28)。「於審議替補機制修訂條例草案期間，鄭家富投訴劉江華閱讀書本，違反議事規則第42條。劉江華辯稱，該書本內容與立法會事務有關。其後梁國雄加入戰團，指劉江華展示的書本，並非剛才閱讀那一本，質疑劉江華誠信有問題。鄭家富亦不服曾鈺成裁決，雙方一度激烈爭拗。」
26. ↑  .   [2015-06-25]. （原始内容存档于2015-06-26）.〈鄭家富拉布講神蹟　陳鑑林回應議員將全信教〉 （页面存档备份，存于），香港電台新聞，2012年5月16日(22:36)。
27. ↑  立法會會議過程正式紀錄，2012年5月16日 （页面存档备份，存于），第7054頁起。
28. ↑  YouTube上的「露德聖母協助鄭家富議員「拉布」摘要+全文 (2012年5月16日) 」，立法會網上廣播系統 （页面存档备份，存于），2012年5月16日，8:25-8:48pm；9:31-9:55pm。
29. ↑  「2012年5月16日就替補機制第14次發言」 （页面存档备份，存于），「立法會陳偉業議員」網頁。
30. ↑  YouTube上的「2012.5.16 晚間新聞 (立法會拉布戰第三回合展開，預料通宵進行) 」，無線電視「晚間新聞」，2012年5月16日。
31. ↑  〈千人夜圍立會高呼流會，聞有拉布生力軍歡呼聲雷動〉 （页面存档备份，存于），《蘋果日報》，2012年05月17日。
32. ↑  〈充當臨記　建制派接載　長者唔知抗議乜〉 （页面存档备份，存于），《蘋果日報》，2012年05月17日。
33. ↑  〈立會場內外兩陣激鬥〉 （页面存档备份，存于），《東方日報》，2012年05月17日。
34. ↑  YouTube上的「5.16「反惡法、撐拉布」千眾真誠的心感動」，立法會場外，晚上8:30pm起，現場直播鄭家富在議會講神蹟，蕭若元、慢必陳志全、李卓人、何秀蘭等與支持者現場發現。
35. ↑  〈加入拉布　搏鬥消耗戰　工黨做雷霆救兵〉 （页面存档备份，存于），《蘋果日報》，2012年05月17日。
36. ↑  〈粗暴腰斬辯論，曾鈺成閹了立法會〉 （页面存档备份，存于），《蘋果日報》，2012年05月17日。
37. ↑   (PDF).   [2015-06-29]. （原始内容存档 (PDF)于2013-10-29）.
38. ↑  〈泛民力拼一個月　創歷來最多修訂　替補惡法　建制派強行通過〉 （页面存档备份，存于），《蘋果日報》，2012年6月2日。
39. ↑  [YouTube上的暫別立法會拍照@人民力量慶祝拉布成功, 打倒梁振英 2012.7.17(1/6)；YouTube上的梁國雄黃毓民陳偉業慶祝拉布成功
40. ↑  .   [2012-08-15]. （原始内容存档于2012-08-02）.
41. ↑  .   [2012-06-25]. （原始内容存档于2012-05-19）.
42. ↑  .   [2012-06-25]. （原始内容存档于2017-10-23）.
43. ↑  .   [2012-05-17]. （原始内容存档于2016-08-02）.
44. ↑  .   [2012-05-17]. （原始内容存档于2013-01-05）.
45. ↑  YouTube上的對人民力量誤解的人請留意：曾鈺成反駁掟嘢、拉布係議會暴力之說！（節錄）；「立法會主席曾鈺成──議會文化真的劣質化了嗎？ （页面存档备份，存于）」，香港電台《香港家書》，2012年7月14日。